# Шнаппі
Крокодильчик Шнаппі (нім. Schnappi das kleine Krokodil) — мультиплікаційний персонаж німецького дитячого шоу Die Sendung mit der Maus (Шоу з мишею). Вступна пісня до мультфільму «Schnappi, das kleine Krokodil» стала інтернет-хітом та досягла першого місця в німецькому чарті синглів у січні 2005 року та в інших європейських країнах, очолюючи чарти синглів в Австрії, Бельгії, Нідерландах, Норвегії, Швеції та Швейцарії.

## Історія
Шнаппі був епізодичним персонажем популярного німецького анімаційного дитячого телешоу під назвою Die Sendung mit der Maus. В епізоді, в якому з'являється Шнаппі, він співає пісню про життя в Єгипті простою німецькою мовою.
Джой Ґрутманн (яка співає пісню) є племінницею композитора Айріс Ґруттманн і з 1999 року співає дитячі пісні для дитячої передачі ARD Die Sendung mit der Maus. У лютому 2001 року, коли їй було 5 років, вона заспівала свою п'яту пісню «Schnappi, das kleine Krokodil», яка у 2004 та 2005 роках посідала перше місце в хіт-парадах у багатьох країнах.

## Комерційний успіх
У 2004 році Schnappi став популярним в Інтернеті. Радіостанція RauteMusik почала грати Schnappi, що призвело до випуску синглу «Schnappi, das kleine Krokodil» у грудні 2004 року. 3 січня 2005 року сингл посів перше місце в німецькому чарті GfK Entertainment Chart, залишаючись на першому місці протягом 10 тижнів. Після цього пісня була випущена в усьому світі і досягла першого місця в Австрії, Бельгії, Нідерландах, Норвегії, Швеції та Швейцарії на початку 2005 року. Він був перекладений на французьку версію під назвою «Crocky le petit crocodile», литовську версію під назвою «Šnapis mažas klokodilas» і японську версію під назвою «Togetogeshi, chiisai wani» (刺々し、小さい鰐). Бельгійська техно-група Dynamite випустила кавер-версію, яка посіла третє місце в чартах Бельгії, тоді як оригінальна версія все ще була на першому місці.
У квітні пісня почала досягати успіху в Австралії. 25 квітня він вперше потрапив у чарт Нової Зеландії Recorded Music NZ (тоді RIANZ) під номером 32. Наступного тижня він підскочив до 3-го місця, перш ніж досягти 2-го місця на третьому тижні.
Студійний альбом Schnappi und Seine Freunde був випущений на Polydor Records у лютому 2005 року. Він досяг п'ятого місця у Фінляндії, другого місця в Німеччині та першого місця в Австрії. Другий сингл, «Ein Lama in Yokohama» (зазначений як «Schnappi und das Lama»), був випущений у квітні 2005 року і став ще одним синглом у десятці найкращих в Австрії, Німеччині та Норвегії. Він трохи не потрапив до першої десятки в Новій Зеландії, досягнувши 11 місця, і досяг 26 місця в Австралії. Це стало останнім хітом Шнаппі в обох країнах. У листопаді 2005 року «Цзін! дзвонить! Der Weihnachtsschnappi» був випущений і посів третє місце в Норвегії, але не потрапив до топ-10 ніде більше. Це стане останнім хітом Шнаппі в Європі. Другий і останній студійний альбом, Schnappi's Winterfest, був випущений у грудні 2005 року, лише в чартах Австрії та Німеччини під номерами 43 і 25 відповідно.
У 2005 році Schnappi das kleine Krokodil – 3 Fun-Games, гра для PlayStation, заснована на Schnappi, була випущена в Німеччині.

## Дискографія

### Альбоми
- Schnappi und Seine Freunde (2004)
- Schnappi's Winterfest (2005)

### Сингли
- «Schnappi, das kleine Krokodil» (2004)
- «Ein Lama in Yokohama» (2005)
- «Jing! Jingeling! Der Weihnachtsschnappi!» (2005)